# AE-Provision
Dieser Artikel wurde aufgrund inhaltlicher und/oder formaler Mängel auf der Qualitätssicherungsseite des Portals Wirtschaft eingetragen. 
Du kannst helfen, indem du die dort genannten Mängel beseitigst oder dich an der Diskussion beteiligst.
Unter dem Begriff AE-Provision (auch Agenturprovision genannt) versteht man eine Vergütung, die Verlage an Werbeagenturen für vermittelte Aufträge, also die Belegung ihrer Werbeträger mit Anzeigen oder die Länge der gesendeten Werbung, zahlen.
Sie findet ihren Ursprung in den Anfängen der Werbung, als es noch eine der Hauptaufgaben der angeheuerten Agenturen war, zwischen werbetreibenden Unternehmen und Werbeträgern zu vermitteln. Die Agentur wirkte zu diesem Zeitpunkt quasi als reines Bindeglied zwischen Auftraggeber und Auftragnehmer. Gelang es einer Agentur beispielsweise, einen Anzeigeplatz, den ein Verlag besetzen möchte, an ein Unternehmen zu bringen, durfte sie sich als Vergütung über einen Teil des gesamten Auftragsvolumens freuen. Diesen Teil des Volumens bezeichnete man dann als AE-Provision.
Neben der Vermittlung wird vor allem die Anlieferung von kompletten Druckunterlagen erwartet – der Verlag/Werbeträger honoriert so, dass ihm für die Herstellung weder Kosten für die Vorstufe noch ein Zeitaufwand entsteht. Dies ist heute vor allem bei Zeitungen, jedoch ebenso bei Radio, Fernsehen, Plakat, Kino und Internet, noch üblich. Die Provision beläuft sich in der Regel auf zehn bis 15 Prozent des Auftragsvolumens, kann sich aber bei reinen Mediaagenturen auch auf unter einen Prozent reduzieren.
Die Abkürzung AE steht für Annoncen-Expedition, eine früher gebräuchliche Bezeichnung für Agenturen, die als Anzeigenmittler oder Werbungsmittler dienen.
In den letzten Jahren wurde die AE zunehmend von kleineren Zeitungen und Zeitschriften aus Kostengründen gestrichen, was zu heftigen Auseinandersetzungen mit Anzeigen- und Mediaagenturen führt. Die AE dient den Vollzeit-Anzeige-Agenturen als Haupteinnahmequelle – zudem tragen Anzeigen- und Mediaagenturen das Anzeigenkosten-Ausfallrisiko, falls der Werbekunde kurzfristig zahlungsunfähig wird und sorgen für die Einhaltung der Zahlungsziele. Ein aktueller Trend ist, die AE auf die Anzeigenkosten aufzuschlagen und den Agenturen erhöht zu berechnen.